# Isola Csepel
L'isola Csepel (in ungherese Csepel-sziget) è la più grande isola del fiume Danubio in Ungheria. Questa è lunga 48 km, larga da 6 a 8 km. La sua area è circa 257 km².
L'isola si estende a sud di Budapest e si trova tra Buda e Pest; il suo punto più a nord è Csepel, che è il XXI distretto di Budapest. La maggior parte dell'isola è accessibile da Budapest con i servizi ferroviari suburbani.
Alcune delle città più importanti sono Ráckeve, Szigetszentmiklós, Szigethalom e Tököl.